# Svjetska baština u Iranu
Kronološki popis svjetske baštine u Iranu po godini upisa na UNESCO-ovu listu:
1. 1979. - Perzepolis
2. 1979. - Ruševine Čoga Zanbila
3. 1979. - Trg Nakš-e Džahan u Isfahanu
4. 2003. - Arheološka nalazišta Taht-e Sulejman
5. 2004. - Pasargad
6. 2004. - Kulturni krajolik Bama
7. 2005. - Sultanija
8. 2006. - Epigrafski reljefi Behistuna
9. 2008. - Armenski samostani u Iranu: Samostan sv. Tadeja, Samostan sv. Stjepana i kapela Dzordzor
10. 2009. - Šuštarski hidraulički sustav
11. 2010. - Grobnica šejha Safija
12. 2010. - Tabriški bazar
13. 2011. - Perzijski vrtovi
14. 2012. - Saborna džamija u Isfahanu
15. 2012. - Gonbad-e Kabus
16. 2013. - Golestanska palača
17. 2014. - Šahri Suhte
18. 2015. - Kulturni krajolik Majmanda
19. 2015. - Suza
20. 2016. - Perzijski kanati
21. 2016. - Dašt-e Lut
22. 2017. - Povijesni grad Jazd
23. 2018. - Sasanidski arheološki krajolik regije Fars
24. 2019. - Hirkanijske šume
25. 2021. - Transiranska željeznica
26. 2021. - Kulturni krajolik Uramanata
27. 2023. - Perzijski karavansaraji
28. 2024. - Ekbatana
29. 2025. - Prapovijesna mjesta u dolini Horamabada

## Popis predložene svjetske baštine Irana
| 1. 1997. - Saborna džamija u Isfahanu, proširenje baštine 2. 1997. - Povijesni sklop grada Kasre Širina 3. 1997. - Povijesni sklop grada Firuzabada 4. 1997. - Suza, proširenje baštine 5. 1997. - Nakš-e Rustam i Nakš-e Radžab 6. 1997. - Tepe-Sialk 7. 2007. - Tak-e Bostan 8. 2007. - Kuh-e Kvadža 9. 2007. - Perzepolis i drugi pripadajući objekti 10. 2007. - Povijesno-kulturna os vrta Fin, Tepe-Sialka i Kašana 11. 2007. - Povijesni sklop KasrE Širina 12. 2007. - Povijesni spomenici Kangavara 13. 2007. - Povijesni grad Majbod 14. 2007. - Povijesni grad Siraf 15. 2007. - Bazar Kaisarij u Laru 16. 2007. - Povijesno selo Abjane 17. 2007. - Bastam i Kargan 18. 2007. - Povijesna površina Damgana 19. 2007. - Kulturno-prirodni krajolik Ramsara 20. 2007. - Plava džamija u Tabrizu 21. 2007. - Kulturni krajolik Tusa 22. 2007. - Povijesni grad Masule 23. 2007. - Sklop Izadhasta 24. 2007. - Kulturni krajolik Alamuta 25. 2007. - Zozan 26. 2007. - Džiroft 27. 2007. - Gaznavidsko-Sasanidska os Horasana 28. 2007. - Otok Kešm 29. 2007. - Zaštićeno područje Arasbaran 30. 2007. - Sabalan 31. 2007. - Nacionalni park Kabar i rezervat divljine Ručun 32. 2007. - Špilja Ali-Sadr | 1. 2008. - Iranski dio puta svile 2. 2008. - Prirodno-povijesni krajolik Izeha 3. 2008. - Zandijski spomenici Farsa 4. 2008. - Prirodno-povijesni krajolik Kermana 5. 2008. - Povijesni mostovi Irana 6. 2008. - Nacionalni park Turan 7. 2008. - Jezero Hamun-e Helmand 8. 2008. - Zaštićeno područje Hara 9. 2008. - Damavand 10. 2017. - Asbads vjetrenjače Irana 11. 2017. - Prirodno-povijesni kompleks špilja Karaftu 12. 2017. - Sveti kompleks Imam Reza 13. 2017. - Industrijska baština tekstila na središnjem platou Irana 14. 2017. - Perzijski karavansaraji 15. 2017. - Kupole soli Irana 16. 2017. - Veliki zid Gorgana 17. 2017. - Perzijska kuća središnjeg platoa Irana 18. 2017. - Sveučilište u Teheranu 19. 2019. - Samostan sv. Amenaprkiča (Nova Julfa Vank) 20. 2019. - Ulica Vali-e Asr 21. 2020. - Hirkanijske šume, proširenje 22. 2021. - Teheranska moderna arhitektonska baština 23. 2021. - Chega Sofla, ritualni krajolik 24. 2021. - Arhitektura povijesnih naselja svjerne obale Perzijskog zaljeva (Siraf, Kong, Laft, Kiš i Mokran) 25. 2021. - Kulturni krajolik povijesne luke Kong 26. 2021. - Dugovječna drveća irana 27. 2021. - Mauzolejski kompleks šeika Ahmad-e Džamija 28. 2024. - Perzijska džamija |

## Poveznice
- Popis mjesta svjetske baštine u Aziji